# Maarschalk van Frankrijk

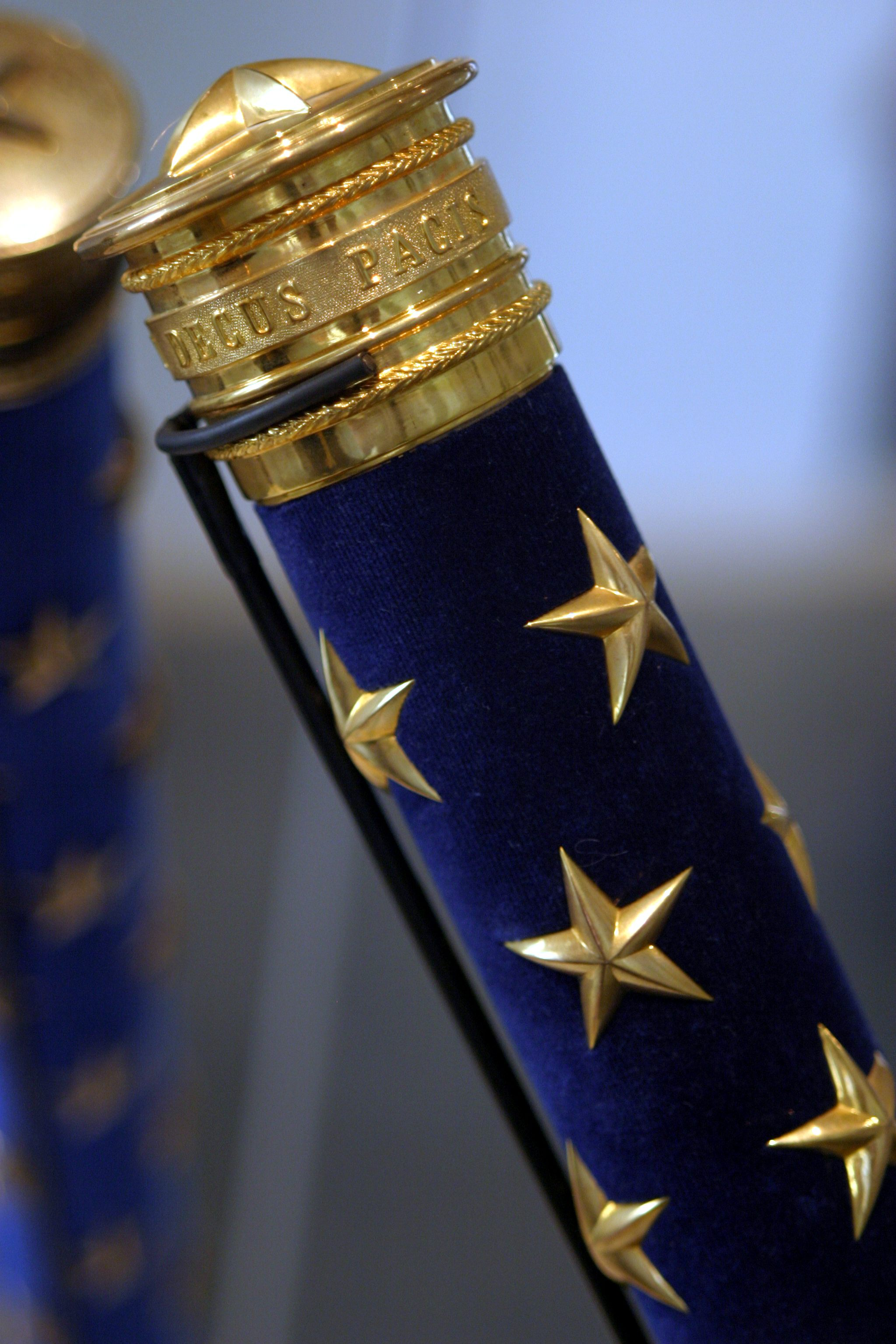
Baton van een Maarschalk van Frankrijk

Maréchal de France

Maarschalk van Frankrijk (Frans: Maréchal de France) is in Frankrijk een waardigheid in het leger. Officieel gaat het niet om een "rang", maar de maarschalk van Frankrijk staat wel boven alle militaire rangen. 
Een maarschalk van Frankrijk draagt zeven sterren. Als bijzonder onderscheidingsteken beschikt hij over een blauwe, met sterren bezaaide maarschalkstaf. De wet voorziet ook in een bijzondere financiële dotatie voor een maarschalk. 
Er bestaat geen expliciete voorwaarde voor het verlenen van de waardigheid. De traditie wil dat een maarschalk een leger moet hebben aangevoerd en een overwinning heeft behaald. In het republikeinse Frankrijk is de titel uitzonderlijk geworden: er zijn geen maarschalken van Frankrijk meer in leven. 

## Geschiedenis
De eerste maarschalk van Frankrijk werd in 1190 benoemd door koning Filips II Augustus. Een maarschalk van Frankrijk behoorde tot de grootofficieren van de Kroon. 
Sinds de afschaffing van de functie van Connétable van Frankrijk in 1627 waren de maarschalken van Frankrijk de hoogste bevelhebbers in het Franse leger. Aanvankelijk was het aantal beperkt tot twee, later vier, uiteindelijk viel de beperking van het aantal weg. Af en toe droeg één maarschalk de titel van "maarschalk-generaal van 's konings kampen en legers" (maréchal général des camps et armées du roi), waardoor hij voorrang had op alle andere maarschalken van Frankrijk.
Tijdens de Franse Revolutie werd de titel in 1793 door de Nationale Conventie afgeschaft. Bij het ontstaan van het Keizerrijk onder Napoleon I (1804) werd de waardigheid opnieuw ingevoerd als "Maarschalk van het Keizerrijk" (Maréchal d'Empire). Bij de Restauratie van het koningschap (1814) werd de benaming opnieuw Maarschalk van Frankrijk. Toen werden ook voor het eerst postuum maarschalken benoemd. 
Na de uitroeping van de Derde Republiek (1870) werden er tot de Eerste Wereldoorlog geen maarschalken meer benoemd. Alle maarschalken van Frankrijk uit de twintigste eeuw danken hun benoeming aan verdiensten uit de Eerste of de Tweede Wereldoorlog. Een aantal zijn postuum verleend. SInds 1967 zijn er geen meer in leven.  
Maarschalken van Frankrijk dragen hun titel voor het leven. Maarschalk Pétain werd echter in 1945 wegens collaboratie veroordeeld tot "nationale onwaardigheid", waardoor hij al zijn openbare functies en titels verloor. Velen bleven Pétain toch maarschalk noemen, ervan uitgaande dat de waardigheid van maarschalk van Frankrijk hem niet kon worden afgenomen. De titel staat dan ook op zijn graf.  

## Lijst van maarschalken van Frankrijk
Hieronder staan zij, die maarschalk van Frankrijk zijn, met hun geboortejaar, hun jaar van overlijden en het jaar waarin zij zijn benoemd. 

### Valois-Angoulême

#### Frans II(1559–1560)
- Frans van Montmorency (1520-1563), in 1559

#### Karel IX(1560–1574)
- François de Scépeaux, heer van Vieilleville (1509-1571), in 1562
- Imbert de La Plâtrière, heer van Bourdillon (1524-1567), in 1564
- Hendrik I van Montmorency, baron van Chateaubriant (1534-1614), in 1566
- Artus de Cossé-Brissac, graaf van Secondigny († 1582), in 1567
- Reinhold von Krockow (1536-1599)
- Gaspard de Saulx, heer van Tavannes (1509-1575), in 1570
- Honorat II de Savoye, markies van Villars († 1580), in 1571
- Albert de Gondi, hertog van Retz (1522-1602), in 1573

#### Hendrik III(1574–1589)
- Roger I de Saint Larry, heer van Bellegarde († 1579), in 1574
- Blaise de Lasseran-Massencôme, heer van Montluc (1500-1577), in 1574
- Louis Prévost de Sansac (1496-1576)
- Armand de Gontaut, baron van Biron (1524-1592), in 1577
- Jacques de Goyon, prins van Mortagne sur Gironde (1525-1597), in 1579
- Jean VI d'Aumont, baron van Estrabonne († 1580), in 1571
- Guillaume de Joyeuse, heer van Saint-Didier (1520-1592), in 1582
- Charles II de Cossé (1562-1621)

### Bourbons

#### Hendrik IV(1589–1610)
- Henri de La Tour d'Auvergne (1555-1623), in 1592
- Charles de Gontaut, hertog van Biron (1562-1602), in 1594
- Claude de La Chatre, baron de la Maisonfort (1536-1614), in 1594
- Jean de Montluc de Balagny (1560-1603), in 1594
- Jean III de Baumanoir, markies van Lavardin en graaf van Nègrepelisse (1551-1614), in 1595
- Henri de Joyeuse (1567-1608), in 1595
- Urbain de Montmorency-Laval, markies van Sablé (1557-1629), in 1595
- Alphonse d'Ornano (1548-1610), in 1597
- Guillaume de Hautemer, graaf van Grancey (1537-1613), in 1597
- François de Bonne, hertog van Lesdiguières (1543-1626), in 1608

#### Lodewijk XIII(1610–1643)
- Concino Concini, markies van Ancre (1575-1617), in 1613
- Gilles de Courtenvaux, markies van Souvré (1540-1626), in 1614
- Antoine de Roquelaure (1560-1625), in 1614
- Louis de La Châtre, baron van Maisonfort († 1630), in 1616
- Pons de Lauzières-Thémines-Cardaillac, markies van Thémines (1553-1627), in 1616
- François de La Grange d'Arquien, heer van Montigny en Séry in Bérry (1554-1617), in 1616
- Nicolas de L'Hôpital, hertog van Vitry (1581-1644), in 1617
- François de Plessis, heer van Richelieu (1563-1626), in 1619
- Jean François de La Guiche, graaf van La Palice (1569-1632), in 1619
- Honoré d'Albert d'Ailly, hertog van Chaulnes (1581-1649), in 1620
- François d'Esparbes de Lussan, burggraaf van Aubeterre († 1628), in 1620
- Charles de Créquy, prins van Poix (1580-1638), in 1621
- Jacques Nompar de Caumont, hertog van La Force (1558-1652), in 1621
- François markies van Bassompierre (1579-1646), in 1622
- Gaspard III de Coligny, hertog van Châtillon (1584-1646), in 1622
- Henri de Schomberg (1574-1632), in 1625
- Jean Baptiste d'Ornano (1581-1626), in 1626
- François Annibal d'Estrées (1573-1670), in 1626
- Timoléon d'Epinay de Saint-Luc (1580-1644), in 1627
- Louis de Marillac, graaf van Beaumont-le-Roger (1572-1632), in 1629
- Hendrik II van Montmorency (1595-1632), in 1630, ook admiraal van Frankrijk
- Jean Caylar d'Anduze de Saint-Bonnet (1585-1636), in 1630
- Antoine Coëffier de Ruzé d'Effiat (1581-1632), in 1631
- Urbain de Maillé-Brézé (1597-1650), in 1632
- Maximilien de Béthune, hertog van Sully (1559-1641), in 1634
- Charles de Schomberg (1601-1656), in 1637
- Charles de La Porte de Meilleraye (1602-1664), in 1639
- Antoine III de Gramont (1604-1678), in 1641
- Jean-Baptiste Budes de Guébriant (1602-1643), in 1642
- Philippe de La Mothe-Houdancourt (1605-1657), in 1642
- François de L'Hôpital (1583-1660), in 1643, maarschalk-generaal van Frankrijk in 1660
- Hendrik de La Tour d’Auvergne, burggraaf de Turenne (1611-1675), in 1643, maarschalk-generaal van Frankrijk in 1660
- Jean de Gassion, (1609 - 1647), in 1643

#### Lodewijk XIV(1643–1715)
- César de Choiseul (1598-1675), in 1645
- Josias de Rantzau (1609-1650), in 1645
- Nicolas de Neufville de Villeroy (1597-1685), in 1646
- Antoine d'Aumont de Rochebaron (1601-1669), in 1651
- Jacques d'Estampes de La Ferté-Imbert (1590-1663), in 1651
- Henri de La Ferté-Senneterre (1600-1681), in 1651
- Charles de Monchy d'Hocquincourt (1599-1658), in 1651
- Jacques Rouxel (1603-1680), in 1651
- Armand Nompar de Caumont-La Force (1582-1672), in 1652
- Philippe de Clérambault, graaf van La Palluau (1606-1665), in 1652
- César Phœbus d'Albrand, graaf van Miossens (1614-1676), in 1653
- Louis de Foucault de Saint-Germain Beaupré, graaf van Le Daugnon (1616-1659), in 1653
- Jean de Schulemberg, graaf van Montejeu (1597-1671), in 1658
- Abraham de Fabert, markies van Esternay (1599-1662), in 1658
- Jacques de Mauvisièr, markies van Castelnau (1620-1658), in 1658
- Bernardin Gigault de Bellefonds (1630-1694), in 1668
- François de Créqu, markies van Marines (1620-1687), in 1668
- Louis de Crevant, hertog van Humières (1628-1694), in 1668
- Godefroi d'Estrades (1607-1686), in 1675
- Philippe de Montaut-Bénac de Navailles (1619-1684), in 1675
- Frederik van Schomberg (1615-1690), in 1675
- Jacques Henri de Durfort de Duras (1626-1704), in 1675
- François d'Aubusson de La Feuillade (1625-1691), in 1675
- Louis Victor de Rochechouart, hertog van Mortemart (1636-1688), in 1675
- François-Henri de Montmorency, hertog van Luxembourg (1628-1695), in 1675
- Henri Louis d'Aloigny, markies van Rochefort (1636-1676), in 1675
- Guy Aldonce de Durfort, hertog van Lorges (1630-1702), in 1676
- Jean II d'Estrées (1624-1707), in 1681
- Claude de Choiseul, markies van Francières (1632-1711), in 1693
- Jean-Armand de Joyeuse, markies van Grandpré (1632-1710), in 1693
- François de Neufville, hertog van Villeroi (1644-1730), in 1693
- Louis François de Boufflers, graaf van Cagny (1664-1711), in 1693
- Anne-Hilarion de Tourville, graaf van Tourville (1642-1701), in 1693
- Anne-Jules de Noailles (1650-1708), in 1693
- Nicolas Catinat (1637-1712), in 1693
- Lodewijk Jozef van Vendôme (1654-1712), in 1695
- Claude Louis Hector de Villars (1653-1734), in 1702, maarschalk-generaal van Frankrijk in 1733
- Noël Bouton de Chamilly (1636-1715), in 1703
- Victor-Marie d'Estrées (1660-1737), in 1703
- François Louis Rousselet de Châteaurenault (1637-1716), in 1703
- Sébastien Le Prestre de Vauban (1633-1707), in 1703
- Conrad de Rosen (1628-1715), in 1703
- Nicolas Chalon du Blé, markies van Uxelles (1652-1730), in 1703
- René de Froulay de Tessé (1651-1725), in 1703
- Camille d'Hostun, hertog van Tallard (1652-1728), in 1703
- Nicolas Auguste de La Baume, markies van Montrevel (1636-1716), in 1703
- Henry d'Harcourt (1654-1718), in 1703
- Ferdinand de Marsin (1656-1706), in 1703
- James FitzJames, hertog van Berwick (1670-1734), in 1706
- Charles-Auguste de Goyon, graaf van Matignon (1647-1729), in 1708
- Jacques de Bazin, markies van Bezons (1645-1733), in 1709
- Pierre de Montesquiou, graaf van Artagnan (1645-1725), in 1709

#### Lodewijk XV(1715–1774)
- Victor-Maurice de Broglie (1646-1727), in 1724
- Antoine Gaston de Roquelaure (1656-1738), in 1724
- Jacques Eléonor Rouxel de Grancey, graaf van Grancey en Médavy (1655-1725), in 1724
- Éléonor Marie du Maine du Bourg (1655-1739), in 1724
- Yves d'Alègre (1653-1733), in 1724
- Louis d'Aubusson de la Feuillade (1673-1725), in 1724
- Antoine V de Gramont (1671-1725), in 1724
- Alain Emmanuel de Coëtlogon (1646-1730), in 1730
- Charles Armand de Gontaut, hertog van Biron (1663-1756), in 1734
- Jacques François de Chastenand de Puységur (1665-1743), in 1734
- Claude François Bidal d'Asfeld (1665-1743), in 1734
- Adrien-Maurice de Noailles (1678-1766), in 1734
- Christian Louis de Montmorency-Luxembourg, prins van Tingry (1713-1787), in 1734
- François Marie II de Broglie (1671-1745), in 1734
- François de Franquetot de Coigny (1670-1759), in 1734
- Charles Eugène de Lévis-Charlus (1669-1734), in 1734
- Louis de Brancas de Forcalquier de Céreste (1671-1750), in 1740
- Louis Auguste d'Albert d'Ailly, hertog van Chaulnes (1676-1744), in 1741
- Louis Armand de Brinchanteau de Nangis (1682-1742), in 1741
- Louis de Gand de Mérode de Montmorency, prins van Isenghien (1678-1762), in 1741
- Jean-Baptiste de Durfort de Duras (1684-1778), in 1741
- Jean-Baptiste Desmarets, markies van Maillebois (1682-1762), in 1741
- Charles-Louis-Auguste Fouquand de Belle-Isle (1684-1762), in 1741
- Maurits van Saksen (1696-1750), in 1741, maarschalk-generaal van Frankrijk in 1747
- Jean-Baptiste Louis Andrault de Maulévrier (1677-1754), in 1745
- Claude Guillaume Testu de Balincourt (1680-1770), in 1746
- Philippe Charles de la Fare (1687-1752), in 1746
- François d'Harcourt (1689-1750), in 1746
- Guy Claude Roland de Montmorency-Laval (1677-1751), in 1747
- Gaspard de Clermont-Tonnerre 1688-1781, in 1747
- Louis Claude de La Mothe-Houdancourt (1687-1755), in 1747
- Ulrich van Löwendal (1700-1755), in 1747
- Louis François Armand du Plessis, hertog van Richelieu (1696-1788), in 1748
- Jean Hector de Fay de la Tour-Maubourg (1684-1764), in 1757
- Louis Antoine de Gontaut, graaf, later hertog van Biron (1701-1788), in 1757
- Daniel François de Gélas d'Ambres de Lautrec (1686-1762), in 1757
- Charles François Frédéric de Montmorency-Luxembourg, hertog van Piney-Luxembourg (1702-1764), in 1757
- Louis Charles César Le Tellier, hertog van Estreés (1695-1771), in 1757
- Jean Charles de la Ferté (1685-1770), in 1757
- Charles O'Brien de Thomond (1699-?), in 1757
- Charles-Pierre-Gaston François de Lévis (1699-1758), in 1757
- Ladislas Ignace de Bercheny (1689-1778), in 1758
- Hubert de Brienne de Conflans (1690-1777), in 1758
- Louis Georges Érasme de Contades (1704-1793), in 1758
- Charles de Rohan de Soubise (1715-1787), in 1758
- Victor-François de Broglie (1718-1804), in 1759
- Guy Michel de Durfort de Lorge, hertog van Randan (1704-1773), in 1768
- Louis de Brienne de Conflans d'Armentières (1711-1774), in 1768
- Jean Peaul Timoléon de Cossé Brissac (1698-1780), in 1768

#### Lodewijk XVI(1774–1792)
- Anne Pierre d'Harcourt (1701-1783), in 1775
- Louis de Noailles (1713-1793), in 1775
- Antoine Nicolaï 1712-1787), in 1775
- Charles de Fitz-James (1712-1787), in 1775
- Philippe de Noailles, hertog van Mouchy (1715-1794), in 1775
- Emmanuel Félicité de Durfort de Duras (1715-1789), in 1775
- Louis Nicolas de Félix d'Ollières (1702-1775), in 1775
- Claude Louis de Saint-Germain (1707-1778), in 1775
- Guy André Pierre de Montmorency-Laval (1723-1798), in 1783
- Augustin Joseph de Mailly (1708-1794), in 1783
- Henri Joseph Bouchard d'Esparbès de Lussan d'Aubeterre (1714-1788), in 1783
- Charles Just de Beauvau-Craon (1720-1793), in 1783
- Noël Jourda graaf van Vaux (1705-1788), in 1783
- Phillipe Henri de Ségur (1724-1801), in 1783
- Jacques Philippe de Choiseul (1727-1789), in 1783
- Charles Eugène de La Croix de Castries (1727-1800), in 1783
- Emmanuel van Croÿ (1718-1787), in 1783
- François Gaston de Lévis (1719-1787), in 1783
- Nicolas Luckner, (1722-1794), in 1791
- Jean-Baptiste Donatien de Vimeur, graaf van Rochambeau (1725-1807), in 1791

### Franse Keizerrijk

#### Napoleon I(1804–1814)
- Louis Alexandre Berthier (1753-1815), in 1804
- Joachim Murat (1767-1815), in 1804
- Bon Adrien Jeannot de Moncey (1754-1842), in 1804
- Jean-Baptiste Jourdan (1762-1833), in 1804
- André Masséna (1758-1817), in 1804
- Pierre François Charles Augereau (1757-1816), in 1804
- Jean Baptiste Bernadotte (1763-1844), in 1804
- Guillaume Marie Anne Brune (1763-1815), in 1804
- Nicolas Jean de Dieu Soult (1769-1851), in 1804
- Jean Lannes(1769-1809), in 1804
- Édouard Adolphe Casimir Joseph Mortier (1768-1835), in 1804
- Michel Ney (1769-1815), in 1804
- Louis Nicolas Davout (1770-1823), in 1804
- Jean-Baptiste Bessières (1768-1813), in 1804
- François Christophe Kellermann (1737-1820), in 1804
- François Joseph Lefebvre (1755-1820), in 1804
- Dominique Catherine de Pérignon (1754-1818), in 1804
- Jean-Mathieu-Philibert Sérurier (1742-1819), in 1804
- Claude Victor-Perrin (1764-1841), in 1807
- Étienne-Jacques-Joseph-Alexandre MacDonald (1765-1840), in 1809
- Nicolas Charles Oudinot (1767-1847), in 1809
- Auguste de Marmont (1774-1852), in 1809
- Louis Gabriel Suchet (1770-1826), in 1811
- Laurent de Gouvion Saint-Cyr (1764-1830), in 1812
- Józef Antoni Poniatowski (1763-1813), in 1813
- Emmanuel de Grouchy (1766-1847), in 1815

### Restauratie

#### Lodewijk XVIII(1815–1824)
- François-Henri de Franquetot de Coigny (1737-1821), in 1816
- Henri Jacques Guillaume Clarke, hertog van Feltre (1765-1818), in 1816
- Pierre Riel de Beurnonville (1752-1821), in 1816
- Charles Joseph Hyachinthe du Houx de Viomesnil (1734-1827), in 1816
- Jacques Alexandre Law, markies van Lauriston (1768-1828), in 1823
- Gabriel Jean Joseph Molitor (1770-1849), in 1823

#### Karel X(1824–1830)
- Ludwig Aloysius zu Hohenlohe-Waldenburg-Bartenstein (1765-1829), in 1827
- Nicolas Joseph Maison (1771-1840), in 1829
- Louis Auguste Victor de Ghaise de Bourmont (1773-1846), in 1830

### Julimonarchie

#### Lodewijk Filips I(1830–1848)
- Étienne Maurice Gérard (1773-1822), in 1830
- Bertrand Clauzel (1772-1842), in 1831
- Emmanuel de Grouchy (1766-1847), in 1831 (in 1815 al maarschalk onder Napoleon)
- Georges Mouton, graaf van Lobau (1770-1838), in 1831
- Sylvain Charles Valée (1773-1846), in 1837
- Horace François Bastien, graaf van Sebastiani (1772-1851), in 1840
- Jean-Baptiste Drouet, graaf van Erlon (1765-1844), in 1843
- Thomas-Robert Bugeaud de la Piconnerie, hertog van Isly (1784-1849), in 1843
- Honoré Charles  Reille (1775-1860), in 1847
- Guillaume Dode de la Brunerie (1775-1851), in 1847

### Tweede Republiek

#### Napoleon III(1848–1852)
- Jérôme Bonaparte (1784-1860), in 1850
- Rémi Joseph Isidore Exelmans (1775-1852), in 1851
- Jean Isidore Harispe, (1768-1855), in 1851
- Jean-Baptiste Philibert Vaillant 1790-1872), in 1851
- Armand Jacques Leroy de Saint-Arnaud (1798-1854), in 1852
- Bernard Pierre Magnan (1791-1865), in 1852
- Boniface de Castellane (1788-1862), in 1852

### Tweede Keizerrijk

#### Napoleon III(1852–1870)
- Achille Baraguey d'Hilliers (1795-1878), in 1854
- Aimable Pélissier, hertog van Malakoff (1794-1864), in 1855
- Jacques Louis César Randon (1795-1871), in 1856
- François Certain Canrobert (1809-1895), in 1856
- Pierre Bosquet (1810-1861), in 1856
- Patrice de Mac-Mahon, hertog van Magenta (1809-1893), in 1859
- Auguste Regnaud de Saint-Jean d'Angély (1794-1870), in 1859
- Adolphe Niel (1802-1869), in 1859
- Philippe Antoine d'Orano (1784-1863), in 1861
- Élie-Frédéric Forey (1804-1872), in 1863
- François Achille Bazaine (1811-1888), in 1864
- Edmond Leboeuf (1809-1888), in 1870

### Derde Republiek

#### Raymond Poincaré(1913–1920)
- Joseph Joffre (1852-1931), in 1916
- Ferdinand Foch (1851-1929), in 1918
- Philippe Pétain (1856-1951), in 1918

#### Alexandre Millerand(1920–1924)
- Joseph Gallieni (1849-1916), in 1921, postuum
- Hubert Lyautey (1854-1934), in 1921
- Louis Franchet d'Esperey (1856-1942), in 1921
- Marie Émile Fayolle (1852-1928), in 1921
- Michel-Joseph Maunoury (1847-1923), in 1923, postuum

### Vierde Republiek

#### Vincent Auriol(1947–1954)
- Jean de Lattre de Tassigny (1889-1952), in 1952, postuum
- Philippe Leclerc de Hauteclocque (1902-1947), in 1952, postuum
- Alphonse Juin (1888-1967), in 1952

### Vijfde Republiek

#### François Mitterrand(1981–1995)
- Marie Pierre Koenig (1898-1970), in 1984, postuum